# ان‌جی‌سی ۶۱۸۱
ان‌جی‌سی ۶۱۸۱ (انگلیسی: NGC 6181) نام یک کهکشان مارپیچی میله‌ای است.